# Industrial, Mexiko
Industrial är en ort i Mexiko.   Den ligger i kommunen Xicoténcatl och delstaten Tamaulipas, i den centrala delen av landet, 400 km norr om huvudstaden Mexico City. Industrial ligger 84 meter över havet och antalet invånare är 210.
Terrängen runt Industrial är platt. Runt Industrial är det ganska glesbefolkat, med 23 invånare per kvadratkilometer. Närmaste större samhälle är Xicoténcatl, 3,0 km norr om Industrial. Omgivningarna runt Industrial är en mosaik av jordbruksmark och naturlig växtlighet.